# Insurgência em Ogadênia
A insurreição em Ogadênia, travada pela Frente de Libertação Nacional de Ogadênia, grupo rebelde separatista na Região Somali da Etiópia, começou em 1995 e ainda está em curso. Os objetivos do grupo têm variado ao longo do tempo de maior autonomia na Etiópia a independência total a fim de entrar para uma "Grande Somália". O longo conflito foi em grande parte invisível porque Adis Abeba tem acesso restrito à região 
A campanha de guerrilha de baixo nível era contínua, geralmente negligenciada pela imprensa estrangeira, até vários ataques de alto perfil da FLNO na região em 2007, incluindo o ataque contra o campo de petróleo chinês em Abole e os ataques a Jigjiga e Dhagahbur. Em resposta, a Etiópia lançou uma ofensiva militar em junho de 2007, a fim de extirpar os rebeldes. A ofensiva foi acompanhada de críticas e acusações de  graves violações dos direitos humanos.  A ofensiva também foi supostamente ligadas ao envolvimento da Etiópia na Somália. Um motivo para a queda da Etiópia, da União dos Tribunais Islâmicos (UIC) em dezembro de 2006 pode ter sido o corte das ligações entre o FLNO, a decisão das Cortes Islâmicas e Eritreia, incluindo armas e linhas de abastecimento logístico da Eritreia e Somália para o FLNO na região Oriental da Etiópia.